# هوجو توکیمورا
هوجو توکیمورا (انگلیسی: Hōjō Tokimura; ۱ ژانویهٔ ۱۲۴۲ – ۱۷ مهٔ ۱۳۰۵) یک رنشو از شوگون‌سالاری کاماکورا از ۱۳۰۱ تا ۱۳۰۵ میلادی اهل ژاپن بود.